# Bengt Lind
Bengt Lind, född 9 december 1911 i Enköping, död 17 februari 1996 i Vällingby, var en svensk politiker (moderat) i Stockholm och ledarskribent i Svenska Dagbladet.
Lind var förbundsordförande för Högerns ungdomsförbund 1952–1954 och ordförande för Stockholms stadskollegium från 1966 till 1970.